# Alphonso Johnson
Alphonso Johnson (Filadelfia, 2 febbraio 1951) è un bassista statunitense conosciuto anche come stickista jazz-fusion. È considerato uno tra i maggiori bassisti di sempre.

## Biografia

### I primi anni e la giovinezza
Nato e cresciuto a Filadelfia, durante gli anni sessanta, quando non era neanche un adolescente, ha una breve esperienza con il trombone, e si rivela un prodigio a suonarlo. Tuttavia, sceglie di abbandonarlo quando conosce il basso elettrico, ed è amore a prima vista. Successivamente si iscrive alla Philadelphia Music Academy, dove segue i corsi di John Lamb, bassista della Duke Ellington Orchestra.
Come lui stesso precisa, la sua attività professionale iniziò nel 1968, quando aveva diciassette anni; le prime esperienze di una certa importanza arrivarono all'età di ventun anni, quando partecipò ad un tour mondiale con la Woody Herman Orchestra, con la quale registrò anche un album dal titolo The Raven Speaks.
Poco tempo dopo entrò a far parte del Chuck Mangione Quartet, e con questi incise l'album The Land Of Make Believe. Fu proprio al tempo della militanza con questa formazione che Wayne Shorter, già membro dei Weather Report, sentì il giovane Alphonso suonare. In quel periodo i Weather Report, per la defezione di Miroslav Vitouš, a causa di contrasti con il tastierista Joe Zawinul, erano rimasti senza bassista: Shorter propose così ad Alphonso Johnson di entrare nel gruppo.

### Il periodo con i Weather Report
La militanza di Alphonso Johnson nei Weather Report durò circa due anni, nei quali la band pubblicò gli album Mysterious Traveler, Tale Spinnin e Black Market. In quest'ultimo Johnson condivise il ruolo di bassista con Jaco Pastorius, che ne prese definitivamente il posto quando il primo lasciò i Weather per seguire differenti progetti. A differenza di Vitous, che nasceva come contrabbassista e per i Weather suonò sia il contrabbasso sia il basso elettrico, Alphonso Johnson suonò solo quest'ultimo. In Mysterious Traveler fu coautore di due brani, Cucumber Slumber e Scarlet Woman, mentre per Black Market compose l'ultimo brano, Herandnu.

### Gli anni della carriera solista
Nei primi anni settanta, in un ristorante a Santa Monica, in California, ebbe modo di ascoltare Emmett Chapman suonare lo strumento di sua invenzione, il Chapman Stick, con un percussionista indiano e rimase assai affascinato dallo Stick. Fu così che nel 1974 decise di acquistare un Chapman Stick: fu uno dei primi musicisti ad iniziare a suonare questo strumento.
Nel 1975, al tempo cioè della piena militanza con i Weather Report, pubblicò il suo primo album solista, Moonshadows. Un anno dopo fu la volta della sua seconda opera solista, Yesterday's Dreams, a cui seguì nel 1977 Spellbound, in cui a differenza dei primi due album Alphonso Johnson suonava solo lo Stick.
Dopo l'uscita dai Weather Report, Alphonso Johnson si unì a Billy Cobham, Tom Scott e Steve Khan (CBS All Stars) coi quali partecipò, nel 1979, ad un tour negli Stati Uniti. Sempre nello stesso anno, ricevette una nomination ai Grammy quale migliore strumentista R&B per l'album Street Life dei The Crusaders.

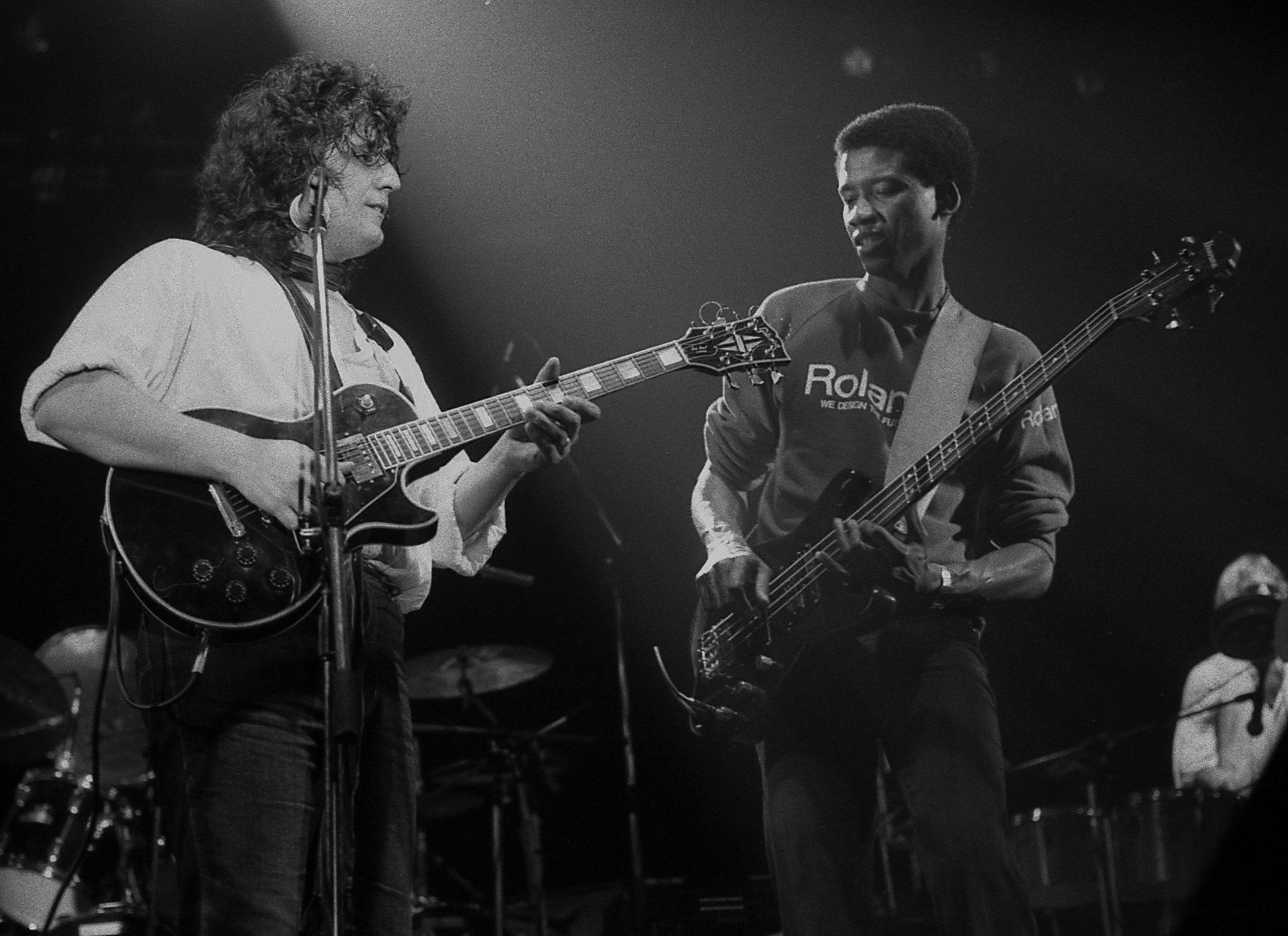
Al Johnson sul palco col grande amico e collaboratore Pino Daniele, nel 1982

### Gli Anni Ottanta e la collaborazione con Santana
Nel 1981 Alphonso suonò come bassista nella registrazione del primo album da solista di Phil Collins: Face Value, lanciato dal successo In the Air Tonight, in cui Al dimostra il suo virtuosismo come bassista.
Nel 1982 Al suonò con Wayne Shorter nell'album Bella 'mbriana di Pino Daniele, collaborazione bissata nel 1984 nell'album Musicante.
Il 1983 vede la partecipazione di Johnson al film d'animazione Sound of Sunshine... Sounds of Rain, quale realizzatore della colonna sonora: anche in questo caso l'opera a cui collaborò ricevette una nomination ai Grammy, stavolta come miglior film di animazione.
Ma la grande novità degli anni ottanta fu l'inizio della collaborazione con il grande Carlos Santana. Nel 1984 infatti il bassista partecipò al tour del chitarrista messicano, e l'anno dopo partecipò all'incisione dell'album Beyond Appearances, per il quale scrisse anche un brano, Breaking Out.
Nel luglio del 1985 acquisì talmente tanta notorietà, che partecipò, sempre con Santana, allo storico concerto del Live Aid.
Nel 1987 fu la volta di Freedom, per il quale partecipò alla composizione di due brani, She Can't Let Go e Once It's Gotcha. Sempre nel 1987 Carlos Santana, a titolo personale, pubblicò un album dal titolo Blues for Salvador. L'album, considerato fra i più rappresentativi della sua discografia, fu dedicato da Santana al figlio, Salvador, appunto: anche in questa occasione il chitarrista volle al suo fianco Alphonso Johnson.
Nel 1988 prese parte anche alle registrazioni di Viva Santana! il doppio album contenente inediti, live e grandi successi del passato della Band. L'ultima collaborazione con i Santana fu nel 1990, quando prese parte all'incisione di Spirits Dancing in the Flesh, per la quale contribuì alla composizione di Soweto (Africa Libre).

### Gli Anni Novanta
Negli anni novanta Alphonso Johnson ha continuato a collaborare con vari musicisti. Nel 1995 è stato chiamato dai membri originari del gruppo Santana che lavorarono per lo storico Abraxas, per un progetto dallo stesso titolo. A nome loro, nel 1997, uscì un album dal titolo Abraxas Pool. Gli ultimi anni del decennio lo hanno visto tornare a suonare con Billy Cobham, per un progetto chiamato Jazz Is Dead, di cui hanno fatto parte anche T. Lavitz e Jimmy Herring. Con questi ha pubblicato gli album Blue Light Rain, Laughing Water e Great Sky River.
Inoltre, nel 1996 Johnson va in tournée in Europa e Giappone assieme al grande amico e chitarrista David Gilmore, al compositore e sassofonista Wayne Shorter, il pianista James Beard e il batterista Rodney Holmes.
Ha una vasta esperienza come insegnante di basso e ha condotto seminari e cliniche di basso in Germania,  Inghilterra, Francia, Scozia, Irlanda, Giappone, Svizzera, Australia, Brasile e Argentina.

### Dagli Anni Duemila ad oggi
Johnson dal 2001 inizia una carriera come docente universitario di musica al Pierce College, per poi trasferirsi alla California State University, dove ha anche conseguito una laurea in educazione musicale nel 2014. Inoltre, Johnson si è esibito come membro del CSUN Wind Ensemble, e ha conseguito la laurea specialistica presso la CSU Northridge, oltre che un Master of Arts in curriculum secondario e istruzione nel 2021.
Attualmente è docente di musica, specializzato nel rock e nel jazz, presso l'University of Southern California e il California Institute of the Arts.

## Tecnica e strumentazione
Alphonso Johnson è considerato uno dei più rappresentativi bassisti della scena internazionale, che con il suo esempio ha contribuito alla crescita della tecnica strumentale bassistica nei primi anni settanta. Da un certo punto di vista, il suo stile lo pone a fianco di musicisti del calibro di Stanley Clarke e Steve Swallow. Oggi Alphonso Johnson suona esclusivamente bassi Modulus, generalmente senza tasti.

## Altre collaborazioni
Tra le collaborazioni di Alphonso Johnson, vanno almeno citate quelle con Airto Moreira (Touching You... Touching Me) Phil Collins (Face Value) Stanley Clarke (Hideaway) Quincy Jones (I Heard That) Flora Purim (Open Your Eyes ed Encounter) Sarah Vaughan (Brazilian Love Affair) e, per ciò che riguarda i musicisti italiani, Pino Daniele (Bella 'mbriana, Musicante) Tullio De Piscopo, Enzo Gragnaniello

## Discografia

### Album

#### Da solista
- 1976 – Moonshadows (Epic Records, PE 34118)
- 1976 – Yesterday's Dreams (Epic Records, PE 34364)
- 1977 – Spellbound (Epic Records, JE 34869)
- 1980 – The Best of Alphonso Johnson (Epic Records, JE 36521) Raccolta
- 2000 – The Alphonso Johnson Collection (Sony Music, VSOP CD 331) Raccolta
- 2004 – Guitar & Bass (Sony Music Media, SMM 5171142) Raccolta
- 2017 – Metaphors (Embamba Music Productions)

#### Album collaborativi

##### Billy Cobham, Steve Khan, Alphonso Johnson, Tom Scott
- 1978 – Alivemutherforya (Columbia Records, JC 35349)

### Singoli

#### Da solista
- 1976 – Love's the Way I Feel 'Bout Cha / One to One (Epic Records, 8-50324) a nome Alphonso Johnson Featuring Diane Reeves

#### Collaborazioni
- 1973 – Chuck Mangione, Land of Make Believe
- 1975 – George Duke, The Aura Will Prevail
- 1975 – Eddie Henderson, Sunburst
- 1976 – Allan Holdsworth, Velvet Darkness
- 1976 – George Duke, Liberated Fantasies
- 1976 – George Duke-Billy Cobham Band, "Live" on Tour in Europe
- 1976 – Flora Purim, Open Your Eyes You Can Fly
- 1977 – Chet Baker, You Can't Go Home Again
- 1977 – Dee Dee Bridgewater, Just Family
- 1977 – Hermeto Pascoal, Slaves Mass
- 1981 – Phil Collins, Face Value
- 1996 – Steve Hackett, Genesis Revisited
- 1997 – Abraxas Pool, Abraxas Pool
- 2001 – George Cables, Shared Secrets
- 2005 – Carlos Santana e Wayne Shorter, Live at the 1988 Montreux Jazz Festival